# Бертран (коммуна)
Бертра́н (фр. и окс. Bertren) — коммуна во Франции, находится в регионе Юг — Пиренеи. Департамент — Верхние Пиренеи. Входит в состав кантона Молеон-Барус. Округ коммуны — Баньер-де-Бигор.
Код INSEE коммуны — 65087.

## География
Коммуна расположена приблизительно в 670 км к югу от Парижа, в 95 км юго-западнее Тулузы, в 55 км к юго-востоку от Тарба.
На востоке коммуны протекает река Гаронна.

## Климат
Климат умеренно-океанический с солнечной тёплой погодой и обильными осадками на протяжении практически всего года.

## Население
Население коммуны на 2010 год составляло 217 человек.
| 1962 | 1968 | 1975 | 1982 | 1990 | 1999 | 2010 |
| ---- | ---- | ---- | ---- | ---- | ---- | ---- |
| 243  | 250  | 253  | 255  | 214  | 194  | 217  |

## Администрация
| Период | Период | Фамилия         | Партия | Примечания |
| ------ | ------ | --------------- | ------ | ---------- |
| 1989   | 2014   | Юбер Кастанье   |        |            |
| 2014   | 2020   | Тьерри Гонзалез |        |            |

## Экономика
В 2010 году среди 93 человек трудоспособного возраста (15-64 лет) 72 были экономически активными, 21 — неактивными (показатель активности — 77,4 %, в 1999 году было 59,5 %). Из 72 активных жителей работали 66 человек (38 мужчин и 28 женщин), безработных было 6 (4 мужчины и 2 женщины). Среди 21 неактивных 3 человека были учениками или студентами, 11 — пенсионерами, 7 были неактивными по другим причинам.